# Gamble man

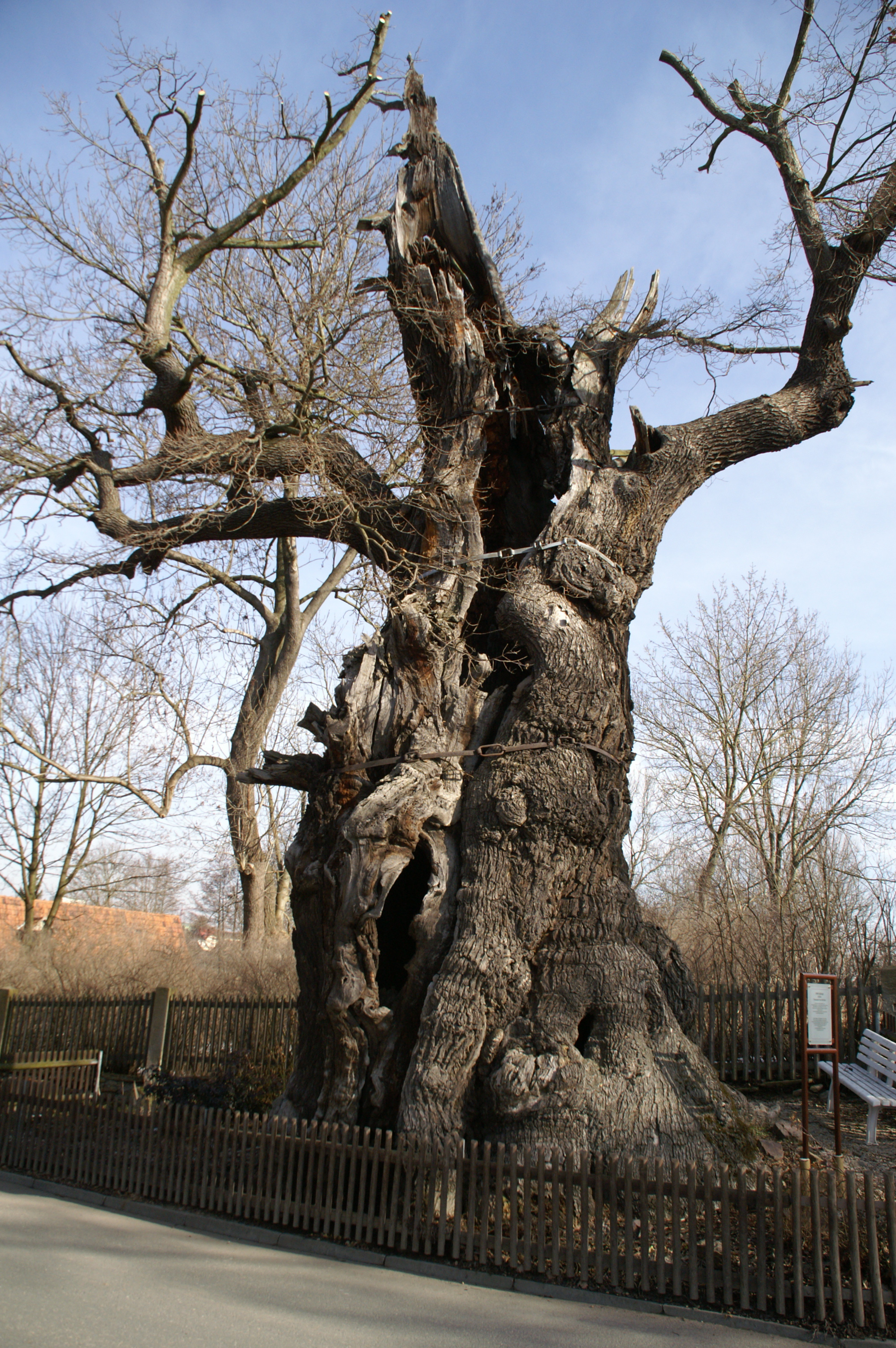
Gamle man han liknas / vid barkelösa ek / alla sina grenar / fäller hon från sig / hon ruttnar i rötter / hon faller neder i topp – diktens liknelse för ålderdomen.

Gamble man eller Gamle man är en svensk dikt eller visa av okänt ursprung. Diktens har endast bevarats i en handskrift från omkring år 1600. Några forskare ger dikten en yngre datering (reformationstiden eller efter 1400) medan andra forskare ger dikten ett äldre medeltida ursprung (före år 1400) på grund av och paralleller mellan Gamle man och medeltida texter, och på grund av diktens ålderdomliga språk. Melodin är okänd.
Dikten skildrar med gripande liknelser och allegorier åldringens lidanden och utsatthet. Genom litterära kvaliteter, och ett ständigt aktuellt ämne – åldringens ställning i samhället – har Gamle man kommit att bli en av de mest lästa svenska texterna från sin tid.

## Diktens text

### Datering av den unika nedteckningen
Texten finns endast i handskriften Kungliga Bibliotekets visbok i 16:o (16:o = sedesformat). Visboken består av sju delar, och det kan inte bestämt sägas att de urprungligen hör samman. Visbokens text kan vara av samma hand från olika tider. Texten dateras på två grunder. Av handskriftens piktur att döma har dikten nedtecknats i slutet av 1500‐talet eller början av 1600‐talet. För det andra bär en av texterna i visboken årtalet (15)73, och en annan årtalet 1593, vilket ger en ungefärlig bakre tidsgräns för nedteckningen, om handskriftens delar hör samman tidsmässigt.

### Melodi saknas
Dikten är säkerligen avsedd att sjungas eftersom den är nedskriven i en visbok. Nottecken – som inte helt saknas i handskriften – finns ej i anslutning till ”Gamle man”. Melodin har inte heller angivits på annat sätt.

### Text
Texten återges nedan efter Adolf Noreens och Johan August Lundells vetenskapliga utgåva, med den avvikelsen att ligaturen ÿ har upplösts till ”ij” utom när ÿ betecknar ett y‐ljud. I handskriften står ligaturen ÿ dels för ”ij”, som är en beteckning för långt i‑ljud, dels för y‑ljud. Ord inom parentes är överstrukna i handskriften.
Gamble man han lijknas

widh Barkelösa Ek,

Alle sine gräner

fäller hon från sigh,

hon Rotner i Röter,

hon faller nidher i tåpp,

Gamble mannen faller af,

then vnge wexer vp.

Fatigdom och siukdom

the ginge sigh om bÿ,

Mötte them sårgh oth quelle,

Så wåre the Sÿstrar tre,

The ladhe sin stempna

widh gamble mansens dör.

Herre Gudh nådhe then gamble man,

som ther bor innan före.

Gamble mannen strÿker

gråskallan sijn,

Ålderdomen frester

frenderna sijn,

Frender hafuer han månge,

och wenner hafuer han få,

Nådhe honom Gudh (fader) i himmelrijk,

som ther skal lijtha opå.

Gamble mansens näsa

böijes nidh som quist til Jordh,

werden är så suijkful,

Som ijsen ligger på flodh,

Han bräker och brakar

han brister och siunker i grundh,

Så går (enom) enom gamble man,

som lefuer en långan stundh.

Dödhen han lijknas

widh jägare tw

Han slepper vth sine raker,

Bijter han en roo,

han bijter wäll ene

han bijter wäll twå,

Han bijter wäll alle the diur som äre

bådhe store och små.

  Amen.

## Konjekturer
För att åstadkomma en nöjaktig text har utgivare och kommentatorer av texten föreslagit konjekturer. De förutsätter att en äldre version funnits (se nedan) som förvanskats.

### Systrar tre – syskon try
Andra strofens andra och fjärde rader rimmar inte i den enda handskriften (bÿ – tre), men samtliga danska och svenska ordspråksböcker från medeltiden till 1600‑talet rimmar, när de har ordspråk som liknar texten i ”Gamle man”. Se nedan för ordspråkens lydelser.
I fornsvenskan fanns olika former av räkneorden upp till fyra (en rest i standardnusvenskan av detta är formen ”tu” för ”två” i vissa stelnade uttryck). Vilken form som användes berodde på substantivets genus. Neutrala substantiv som ”syskon” åtföljdes i fornsvenskan av en särskild form av räkneordet ”tre”, nämligen ”þry" (alltså ”thry”; runbokstaven þ = th).
Ett samband mellan ”Gamle man” och de rimmade ordspråken är sannolikt, och det rena rimmet by – try kan förmodas vara ursprungligt. Det kan således antagas att andra strofens fjärde rad tidigare lydde
så wåre the sÿskon try.

### Jägare tw – jägare trå
Femte strofens andra rad ändras av forskare och utgivare vanligen från
widh jägare tw
till
widh jägare trå (eller tro) 
dels för att ge texten mening, dels för rimmet.
”Trå” – som rimmar på ”rå” (rådjur, ”roo” i handskriften) – betyder på folkmål och äldre svenska ”trägen”. Adolf Noreen och Johan August Lundell håller dessutom öppet för att handskriften skulle kunna tydas som tro, en stavning för ”trå”.

### Bijter – beter
I de flesta utgåvor ändras det i femte strofen upprepade verbet ”bijter” (handskriftens ”bÿter”) till ”beter”. Denna konjektur utgår från ett verb ”beta” som ursprungligen betyder att låta ett djur bita något, eller låta jaga, fälla, förfölja med jaktdjur – jämför standardnusvenskans ”beta gräset med får”. Betydelser blir alltså ”döden liknas vid en trägen jägare som ’beter’ (jagar, låter bita) alla djur med sina ’racker’”. ”Racker” betyder kanske ”(hund)rackor” eller ”rackare” (medhjälpare). Betydelsen ”jakthundar” är måhända mer sannolik eftersom hundar nämns i europeiska samtida dikter om döden som troligen har ett litteraturhistoriskt samband med Gamle man. Nils Ahnlund framkastar även ”byter: månne = gör till sitt byte”; handskriften har ÿ både för y‑ljud och långt i‑ljud stavat ⟨ij⟩).

### Normaliserad text
Med ovanstående konjekturer, och med stavningen och vissa språkljud normaliserade till 1900‐talsstandardsvenska, lyder dikten:
Gamle man han liknas

vid barkelösa ek.

Alla sina grenar

fäller hon från sig.

Hon ruttnar i rötter,

hon faller neder i topp,

Gamle mannen faller av,

den unge växer opp.

Fattigdom och sjukdom

de gingo sig om by. (de gick till byn)

Mötte dem sorg åt kvälle, (sorg mötte dem fram mot kvällen)

så voro de syskon try. (så var de syskon tre)

De lade sin stämma

vid gamle mansens dörr. (vid den gamle mannens dörr)

Herre Gud nåde den gamle man,

som där bor innan före!

Gamle mannen stryker

gråskallan sin. (sin grå skalle)

Ålderdomen frestar (ålderdomen prövar)

fränderna sin’. (den gamles släktingars tålamod)

Fränder haver han många, (han har många släktingar)

och vänner haver han få.

Nåde honom Gud i himmelrik,

som där skall lita uppå!

Gamle mansens näsa

böjes ned som kvist till jord.

Världen är så svikful,

som isen ligger på flod.

Han bräker och brakar, (isen bräker och brakar)

han brister och sjunker i grund.

Så går enom gamle man, (så går det fõr en gammal man)

som lever en långan stund.

Döden han liknas

vid jägare trå. (vid en trägen jägare)

Han släpper ut sina racker, (han släpper ut sina hundar/medhjälpare)

Beter han en rå, (han nedlägger ett rådjur)

han beter väl ene

han beter väl två,

Han beter väl alla de djur som äro

både stora och små.

Amen.
I moderna utgåvor (antologier) återges dikten ofta i en sådan moderniserad form.

## Språk
Dikten innehåller fler fornsvenska drag än andra texter i samma handskrift; äldre språkdrag kan ha bevarats genom rytmen. Rester av kasusböjning finns i formerna ”barkelösa ek” (femininum ackusativ), ”åt kvälle” (maskulinum dativ), ”mansens” (maskulinum bestämd form genitiv), ”gråskallan” (maskulinum bestämd form ackusativ), och ”enom” (maskulinum dativ). Ene (rå) ser ut som feminint oblikt kasus, närmast dativ av räkneordet en. Dessa språkdrag tyder på att en tidigare version, ganska lik den bevarade handskriftens version, kan ha funnits under (yngre) fornsvensk tid. Bristen på rim i första halvstrofen (”ek” – ”sigh”) kan tyda på att originalet skrevs innan pronominet ”sik”, utvecklades till ”sigh” under början av den yngre fornsvenska perioden (omkring 1375–1526); originalet hade kanske halvrimmet ”ek” – ”sik”.
Andra detaljer visar på kasussystemets sönderfall. ”Enom gamble man” skulle med klassisk fornsvensk morfologi ha varit ”enom gamlom manne". Adjektivet lång i ”långan stund“ skulle ha haft en feminin ackusativform (långa stund) i stället för det maskulina ”långan”.
I likhet med sydsvenska mål och götamål men till skillnad från central‐ och nordsvenska dialekter, har handskriften i stort sett två vokaler i obetonad stavelse (a och e) och saknar alltså obetonat ”o”, som bibehölls i det nysvenska skriftspråket; handskriften har ”ginge”, ”äre” i stället för ”gingo”, ”äro”.
Substantiv som i standardnusvenska har utrum‐genus är i dikten feminina eller maskulina (eken – hon; isen – han). Feminint och maskulint genus är ett ålderdomligt språkdrag, som finns bevarat i svenska folkmål.

## Utgivningshistoria

### Textutgåvor

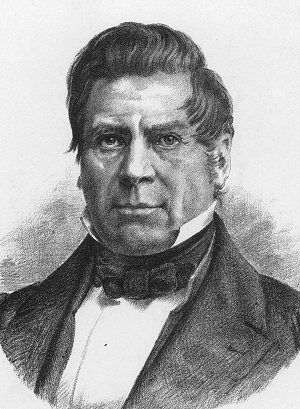
Adolf Iwar Arwidsson, förste utgivare av Gamle man.

”Gamle man” avtrycktes av Adolf Iwar Arwidsson 1842 i stort sett bokstavstroget under den av Arwidsson skapade titeln Den Gamle. Texten hämtade Arwidsson ur en anonym handskrift i Kungliga Biblioteket med okänd proveniens som han lät binda in och namngav ”Kungliga Bibliotekets visbok i 16:o”.
Adolf Noreen och Johan August Lundell utgav 1900 dikten utan titel och med vissa kommentarer i en vetenskaplig utgåva av Kungliga Bibliotekets visbok i 16:o.

### Spridning via antologier
Därutöver har dikten tryckts i ett stort antal skolböcker och andra antologier, första gången redan 1841. Stor spridning har dikten fått i Adolf Noreens och sonen Erik Noreens under mer än ett århundrade (1893–2002) ständigt återutgivna Valda stycken av svenska författare 1526–1732, och i studentlitteratur som Texter från Sapfo till Strindberg (2006). Dikten är därför en av få texter från äldre tid som lästs av många svenskar. Den egentligen titellösa dikten har under denna utveckling mot klassikerstatus blivit känd under den incipitiska titeln Gamle man, tagen från diktens två första ord.

## Forskares bedömning av ”Gamle man”
Nils Ahnlund, Rolf Pipping och Carl Fehrman har behandlat dikten litteraturhistoriskt. Det är omöjligt att fastställa diktens (visans) upphovsman och ursprungsort, förutom att den är östnordisk (dansk eller svensk). Alla litteraturhistoriska forskningar har därför handlat om dess ålder och eventuella samband med andra europeiska texter.

### Relevanta texter
De relevanta texterna (bevarade och hypotetiska) som åberopats av litteraturhistoriker för bedömningen av ”Gamle man” är följande:
1. Den unika handskriften av dikten i visboken.
2. En icke bevarad tidigare version av dikten förutsätts av Nils Ahnlund, Rolf Pipping och Carl Ferhman.[1][4][5][a]
3. Danska och svenska varianter av ett medeltida ordspråk,[22] som alla liknar första hälften av ”Gamle mans” andra strof, och som föreligger i följande verk:
  1. Peder Laales ordspråkssamling från 1300‑talet, som i relevanta delar endast föreligger i de senare tryckta versionerna av Peder Laales verk:
    1. en verion av ordspråket i 1506 års upplaga, med Rolf Pippings beteckning ”MO D 515 A”
    2. en verion av ordspråket i 1515 års upplaga, med Rolf Pippings beteckning ”MO D 515 B”.

  2. En version i en svensk handskrift från förra delen av 1400‑talet,[1] Palmskiöldska handskriften nr 405 i Palmsköldska samlingen, med Rolf Pippings beteckning ”MO S 454”.
  3. Peder Syvs Almindelige Danske Ordsprog og korte Lærdomme, första bandet, 1682:[23]
    1. en version av Rolf Pipping betecknad ”Syv I 14 nr 217”
    2. en version av Rolf Pipping betecknad ”Syv I 14 nr 218”.
4. Dikten ”The World a Game” av William Drummond i hans diktsamling Flowres of Sion[24] från 1623, som liknar ”Gamle mans” femte strof.
5. Sista strofen av ett italienskt poem ur Valerio Bellis Madrigali dell'eccellentissimo Sig. Valerio Belli nobile vicentino från 1599 (enligt Carl Fehrman 1559).[24][5]
6. En av Carl Fehrman förutsatt hypotetisk latinsk förlaga till ”Gamle mans” femte strof och till sista strofen i Valerio Bellis dikt, och indirekt till William Drummonds dikt.

#### Texter ur ordspråkssamlingar och texter av William Drummond och Valerio Belli
Var och en av de relevanta bevarade texterna återges av antingen Ahnlund, Pipping eller Fehrman.

##### Peder Laales ordspråkssamling[22]
Aldher oc sywgdom kræghe til by oc gæstæ sorgh at qwellæ saa ære the try (MO D 515 A)
Aldher oc siwge fare til by oc gestæ de sorgh om quelde saa ere de sysken try (MO D 515 B)
Vid dessa ordspråk finns latinska versioner eller kommentarer:
Juncta petunt tecta pestis dolor atque senecta (vid MO D 515 A)
Legi solet: tussis, dolor et& (vid MO D 515 B)

##### Palmskiöldska handskriften nr 405 (ordspråk)[4]
siwkdom ak allir kraka til by, gesta sorgh at qwælle, ok æru syszkene thry (MO S 454)

##### Peder Syvs ordspråkssamling[4]
Alder og syge fare til by, gieste de sorg ad kvelde, saa ere de sydskende try. (Syv I. 14 nr 217)
Alderdom kommer sielden eene. Alderdom og sygdom de ginge sig om by, fattigdommen møder, saa vare de sødskende try. (Syv I. 14 nr 218)

##### William Drummond
The World a Game (Världen en jakt)

THIS world a hunting is, (Världen är en jakt,)

The prey poor man, the Nimrod fierce is Death (den arma människan bytet, den vilde Nimrod är döden)

His speedy greyhounds are (hans raska hundar är)

Lust, sickness, envy, care, (lusta, sjukdom, avund, omsorger,)

Strife that ne’er falls amiss, (jakt som aldrig misslyckas)

With all those ills which haunt us while we breathe. (med alla de plågor som hemsöker oss medan vi ännu andas.)

Now, if by chance we fly (Om turligt vi undflyr)

Of these the eager chase, (de ivriga förföljarna,)

Old Age with stealing pace (ålderdomen med sina vägvinnande steg)

Casts on his nets, and there we panting die. (kastar sina nät, och i dem vi rosslande dör.)

##### Valerio Belli
Questo mondo è vna caccia, è cacciatrice (Världen är en jakt och jägarinnan)

La Morte vincitrice: (är den segerrika Dödsgudinnan.)

I veltri suoi rapaci (Och hundarna, som sitt byte)

Sono cure mordaci, (lystet river,)

E morbi, e mal, da cui cacciati siamo: (de är sjukdomar och plågor som jagar oss.)

E se talhor fuggiamo, (Om turligt vi undflyr [dessa hundar, så kommer det sluta med att])

Vecchiezza sua compagna, (ålderdomen, hennes [dödens] följeslagare,)

Ci prende ne la ragna. (fångar oss i nätet.)

### Nils Ahnlunds dateringsförsök
Den kulturhistoriskt inriktade historikern Nils Ahnlund publicerade 1927 den första litteraturhistoriska analysen av dikten. Hans gjorde ett genomarbetat försök att leda i bevis diktens höga ålder i sin essäsamling Svensk sägen och hävd 1928. Nils Ahnlunds analys leder honom till slutsatserna att dikten kan vara dansk eller svensk, att den är medeltida (före 1400), att den har ett starkt samband med gruppen av belagda ordspråk som innehåller personifikationer av fattigdom, ålderdom och sjukdom, och att diktens form och innehåll ganska troget bevarats trots den sena uppteckningen.

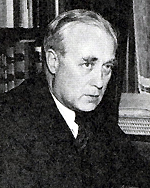
Nils Ahnlund menade att Gamle man är en av de märkligaste dikterna på svenska språket.

Nils Ahnlunds främsta argument är att de medeltida ordspråken (se ovan) har ett rytmiskt schema, de är versifierade, och det vore ytterst egendomligt, om diktaren skulle ha tagit över den verifikatoriska dräkten från ordspråket och genomfört det rytmiska schemat i en hel dikt. Även om ett ordspråk skulle ha funnits före dikten (visan) med det innehåll som finns i första diktens andra strof, ifrågasätter han hur ordspråket utan tillhjälp och utan stöd av visan skulle ha ”erhållit en så särpräglad och ovanlig versifikatorisk dräkt”. Han framhåller också, att den sena uppteckningen av språkliga skäl måste ha passerat olika utvecklingsstadier. Eftersom Peder Laales ordbokssamling tillhör slutet av 1300‑talet, blir slutsatsen, att ”Gamle man” kan föras tillbaka till tiden före år 1400, och att den ytterst kan vara svensk eller dansk.
Knut Ahnlund framhåller framför allt diktens estetiska och mänskliga kvaliteter:
| ” | Hur utomordentligt plastiskt är icke denna målning given! Symboliken är genomförd med en fullkomligt elementär kraft, med en skakande åskådlighet och med en klarhet, som måste väcka beundran utan förbehåll. Från början till slut rör sig dikten med enkla men fasta och innehållsrika begrepp, djupt förtroliga för den folkliga åskådning, vars ton här så uppriktigt klingar fram. Det är en hel följd av syner mättade av rörelse och konkretion, men under bildspråkets snabba skiftningar likväl ett stort lugn och ett fulländat jämnmått. Den okände, som gjorde detta mästerstycke, har varit en verklig skald. Mest berör oss likväl den djupa mänskliga medkänsla, som strömmar genom dikten, ädelt human i all sin djupa pessimism. Det är i olika avseenden säkert en av de mest koncentrerade dikter i den svenska litteraturen, fattad som en helhet. | „ |
| – | |   |

### Rolf Pipping argumenterar mot en medeltida datering före 1400
Rolf Pipping menade 1955 att dikten ej är betydligt äldre än handskriften av följande skäl.
Tre verb finns i de olika versionerna av orden om de tre plågorna (”ålderdom, sjukdom, sorg, fattigdom” i olika kombinationer. I svensk språkform är verben kraka, fara och gå (ginge). Av dessa är det ovanliga kraka (krypa) lectio difficilior; visans form är påtagligt sekundär, eftersom personer som skulle ha bildat ett ordspråk av visan knappast skulle ha ändrat ett språkligt enklare ordval till ett ovanligare ordval.
Rolf Pipping medger, att den bevarade versionen av visan skulle kunna vara en förvanskning, och att visans urversion kan ha haft kraka. Han gör därför en omfattande utredning för att visa, att svenska och danska visböcker från 1500‑ och 1600‑talen ofta anspelar på ordspråk. Att en visa infogar ett ordspråk vore ett normal företeelse, vilket gör det fullt möjligt att ordspråket har kronologisk prioritet. Pipping menar också, att diktaren tycks ha ändrat en förmodat ursprunglig triad ”ålderdom, sjukdom, sorg” till ”fattigdom, sjukdom, sorg”, eftersom det vore överflödigt att nämna ålderdom i dikten.
Pipping vill sedan visa att Nils Ahnlunds huvudargument (se ovan) låter bestickande, men inte är bindande. Diktaren kan mycket väl ha skrivit visans stofer i den bevarade handskriftens ordningsföljd, och rytmen kan ha anslagits av de två inledningsraderna. Han anför en mängd ordspråk som har rimmad och rytmisk form, och menar att ett ordspråk som är äldre än visan med Ahnlunds ord kan ha ”erhållit en så särpräglad och ovanlig versifikatorisk dräkt” utan att vara hämtat från en dikt.
Slutligen anför Rolf Pipping, att diktens karaktär av oepisk och reflekterande visa talar mot ett ursprung före år 1400. Pipping synes mena, att oepisk och reflekterande poesi vanligen inte finns bevarad från det östnordiska området från tiden före 1400. Hans huvudsakliga resultat är att visan är yngre än ordspråket, men han ringar inte in någon trolig period för visans tillkomst, förutom att han menar att datering före 1400 är förfelad.

### Carl Fehrman sätter dikten i ett europeiskt sammanhang
Litteraturhistorikern professor Carl Fehrman anslöt sig 1960 till Ahnlunds dateringsförsök och anför ytterligare skäl för en medeltida datering. Diktens föreställningsvärld är senmedeltida, menar Fehrman, och sidoställandet av den gamle mannen och den avlövade eken – de arbore humana – tillhör, ehuru ytterst från profeten Jesaja, det medeltida stereotypförrådet, och återfinns till exempel i Hávamál. Femte strofens bild av döden som en jägare är gängse på tyskt, nederländskt och italienskt område sedan 1200‐talet.
Fehrman observerade en nära överensstämmelse med den skotsk‐engelske 1600‐talspoeten William Drummonds dikt ”The World a Game” (se ovan). Fehrman utesluter en direkt påverkan mellan den svenska och den engelska texten. William Drummonds dikt är däremot beroende av sista strofen i ett äldre (1559, möljligen tryckfel för 1599) italienskt poem av Valerio Belli. Fehrman menar att de första stroferna av Valerio Bellis dikt är en bagatell, men att avslutingsstrofen är av annan halt. Han avfärdar som osannolik möjligheten att Gamle man skulle vara påverkad av den italienska dikten från. Snarare torde slutstrofen i båda dikterna ha haft en medeltida latinsk text som förebild, och ett eventuellt återfinnande av detta latinska original skulle definitivt kunna visa att ”Gamle man” är en medeltidsdikt.
Även om frågan om europeiska förebilder inte är helt utredd menar Fehrman att parallellerna i de engelska och italienska dikterna klargör att de ”raker” som nämns i ”Gamle man” är just jakthundar och att de skall tolkas allegoriskt som sjukdomar och annat ont som till sist tvingar människan på knä, fast det utsägs i dikten. Fehrman menar att denna tolkning är oundviklig trots att den till synes bryter sönder diktens bildlogik genom att andra strofens uppsättning allegoriska figurer (Fattigdom, Sjukdom och Sorg) ställs vid sidan av de allegoriskt tolkade jakthundarna i sista strofen.

## Svenska författares omdömen om dikten

### Hjalmar Söderberg: först att skriva om dikten
I likhet med ett stort antal litterära verk som vi nu tar för givna som medeltida kulturarv – Poetiska Eddan, Rökstenen, Nibelungenlied – låg ”Gamle man” obeaktad i århundraden. Bortsett från diktens vetenskapliga utgivare och ett antologitryck från 1841 var Hjalmar Söderberg den förste som riktade författares och forskares uppmärksamhet mot dikten. Han uppmärksammade poemet i sin ”tänkebok” Hjärtats oro utgiven 1909. Söderberg beskriver i en novellistisk dagboksanteckning ett möte med en gammal tiggare på en strand vid Söderbergs dåvarande vistelseort Dragör. Han oroas av minnesbilden men gör ingen egen kommentar till detta ”symboliska möte med ålderdomen” utan citerar ”Gamle man” i dess helhet. Söderberg kallar på oklara grunder ”Gamle man” ”en dikt ur vår fattiga svenska medeltidspoesi” trots den sena uppteckningen.

### Jan Myrdal och Werner Aspenström: Är ålderdomens tragik politisk eller oundviklig?
Jan Myrdal har hävdat att det är en misstolkning att dikten blott behandlar oföränderliga, ohjälpliga biologiska villkor – att en människa åldras och dör och mister sina mänskliga relationer. Han behandlade dikten med utgångspunkt i raderna ”Frender hafuer han månge, och wenner hafuer han få”. I polemik med Werner Aspenström, som läste dikten som en beskrivning av ålderdomens tidlösa och konstanta problem, framhöll Myrdal att dikten beskrev en tidsbunden situation i ett bondesamhälle, där var person hade ett stort antal sociala band till släktingar (fränder), men en undantagsgubbe var illa tåld (”wenner hafuer han få”) eftersom han tärde på knappa resurser. Idag har släkter och frändskap ingen ekonomisk bas såsom jordägande, och släktskap har därför ingen större social betydelse, enligt Myrdal, men vi har andra slag av åldringselände därför att äldre inte bidrar till samhällsekonomin och därför nedprioriteras i vård och samhällsservice. Olika former av utsatthet kommer att drabba åldringar, menar Myrdal, tills samhället har frigjorts från lönsamhetstänkandet. Svenska Dagbladets kulturredaktör, litteraturhistorikern Leif Carlsson anslöt sig till Myrdals läsning.

## Ställning i kanon
Vad gäller diktens ställning i den svenska litteraturkanon menar Carl Fehrman att ”inte många – verkliga eller föregivna – svenska medeltidsdikter har en så stark, direkt vädjan till nutiden” och att den ingår i en mycket liten grupp av medeltida poem som är levande litteratur, tillsammans med Biskop Thomas frihetsvisa, några medeltidsballader och Den signade dag. Samma bedömning – att tidsepokens levande dikt omfattar blott Biskop Thomas, Den signade dag, ett urval ballader och Gamle man – gjorde kritikern Åke Janzon. Omdömen om dikten som "märkvärdig" och ”berömd” av ledande kritiker som Anders Österling och Fredrik Böök bidrog till intresset för dikten. Professor emeritus i skandinavisk litteratur Ivo Holmqvist menar att dikten är en av de bästa i svensk litteratur.
Henrik Schück förbigick däremot ”Gamle man” i Illustrerad svensk litteraturhistoria, möjligen på grund av en låg värdering av senmedeltidens svenska dikt, som Schück karakteriserade med orden ”knaggliga rimmerier”. Likaledes utesluts dikten ur Göran Häggs Den svenska litteraturhistorien.